# ألبانيا تحت حكم الدولة العثمانية

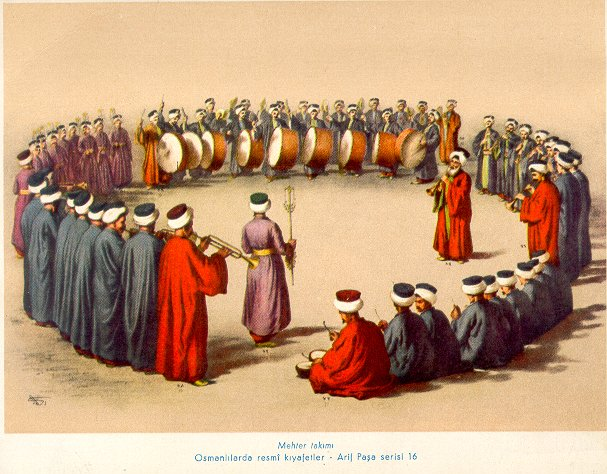

حكمت الإمبراطورية العثمانية ألبانيا في فترات مختلفة بين عامي 1479 و1912. دخل العثمانيون ألبانيا لأول مرة عام 1385 بدعوة من النبيل الألباني كارل ثوبيا لقمع قوات النبيل الألباني الآخر المدعو بالشا الثاني في معركة سافرا. تأسس سنجق ألبانيا عام 1420 م وسيطرت الدولة العثمانية في الغالب على ألبانيا الوسطى، وأصبح الحكم العثماني أكثر تماسكًا عام 1479 بعد سقوط إشقودرة. ثار الألبان مجددًا في عام 1481 لكن سيطر العثمانيون أخيرًا على ألبانيا بحلول عام 1488. حكم العثمانيون سابقًا بعض المناطق الألبانية بعد معركة سافرا في عام 1385. وضع العثمانيون حاميات عسكرية في جميع أنحاء جنوب ألبانيا بحلول عام 1418 وأسسوا ولاية رسمية في وسط ألبانيا بحلول عام 1431. على الرغم من إعلان العثمانيين حكمهم على جميع الأراضي الألبانية، كانت معظم الأقاليم العرقية الألبانية ما تزال تحت حكم الأمراء الألبان الذين كانوا غير خاضعين للحكم العثماني. في عام 1431، بدأ العديد من الأمراء الألبان من بينهم جيرج أريانيتي وعائلة زينفيسي وجون كاستريوتي حربًا ضد الإمبراطورية العثمانية ما أدى إلى هزيمة جون كاستريوتي، في حين انتصر جيرج أريانيتي في 5 معارك (كان جيرج أريانيتي أول أمير أوروبي يهزم العثمانيين في 5 معارك). مهدت هذه الانتصارات الألبانية الطريق لقدوم إسكندر بك في عام 1443 في كرويه. حافظت معظم مناطق ألبانيا على استقلالها بين عامي 1443-1479، تزامنًا مع الثورة تحت قيادة إسكندر بك. استمرت المقاومة الألبانية والحرب ضد العثمانيين لمدة 37 عامًا. كانت آخر المدن التي استولى عليها العثمانيون إشقودرة عام 1479 ودراس عام 1501. بدأت فترة شبه الاستقلال في خمسينيات القرن التاسع عشر مع قدوم الباشوات الألبان المستقلين. في عام 1754، تأسس باشالك بوشاطي ديناستي الألباني المستقل في مركز مدينة إشقودرة دُعي باشالك إشقودرة. في وقت لاحق وعلى نفس المنوال تأسس باشالك برات المستقل وبلغ ذروة مجده مع الباشالك الألباني تحت حكم علي باشا من تيبيلينا في عام 1787. انتهت الباشاليكات الألبانية عام 1831، وكان آخرها باشالك بوشاطي. امتدت هذه الباشليكات الألبانية نصف المستقلة من البوسنة وصولًا إلى جنوب اليونان.
دخل الألبان لاحقًا خلال القرنين السادس عشر والسابع عشر في فترة من الأسلمة. بقيت الأراضي التي تعود اليوم إلى جمهورية ألبانيا جزءًا من الإمبراطورية العثمانية حتى أعلنت استقلالها في عام 1912، خلال حروب البلقان.

## الحكم العثماني
وسع العثمانيون سيطرتهم من الأناضول إلى البلقان في منتصف القرن الرابع عشر. دخلوا الأراضي الأوروبية عام 1352، وهزموا جيشًا صربيًا في معركة كوسوفو عام 1389. تراجع الضغط العثماني عام 1402 حين هاجم الزعيم المنغولي، تيمورلنك، الأناضول من الشرق، وقتل السلطان، وأثار حربًا أهلية. حين عاد النظام، جدد العثمانيون تقدمهم غربًا. في عام 1453، اجتاحت قوات السلطان محمد الثاني مدينة القسطنطينية وقتلت آخر إمبراطور بيزنطي.
تقسيم الأراضي التي يسكنها الألبان إلى إقطاعيات صغيرة متخاصمة يحكمها اللوردات الإقطاعيون المستقلون وزعماء القبائل، جعل منها فريسة سهلة للجيوش العثمانية. في عام 1385، ناشد حاكم دراس الألباني، كارل ثوبيا، السلطان للحصول على دعم ضد منافسيه، عائلة بالسيتش النبيلة. سار جيش عثماني سريعًا إلى ألبانيا على طول طريق فيا إغناتيا وهزم بالشا الثاني في معركة سافرا. سرعان ما بدأت بعض الإمارات الألبانية تصبح تابعة للإمبراطورية العثمانية بعد عام 1420. أصبحت جيروكاستر المدينة الأهم في سنجق ألبانيا عام 1420، ثم تأسست كرويه كمركز لسنجق ألبانيا بعد أن هزم جيرج أريانيتي العثمانيين بين عامي 1431-1435. سمح العثمانيون لزعماء القبائل الألبانية بالحفاظ على مناصبهم وحكمهم وممتلكاتهم، بشرط أن يدفعوا الجزية، ويرسلوا أبناءهم إلى المحكمة العثمانية كرهائن، ويزودوا الجيش العثماني بقوات مساعدة. مع ذلك، لم تعترف العديد من العشائر والإمارات الألبانية بالسلطة العثمانية ولم يدفعوا الجزية.
نال الألبان استحسانًا في جميع أنحاء أوروبا لمقاومتهم العثمانيين في القرن الرابع عشر وبالأخص في القرن الخامس عشر. كان جون كاستريوتي من كرويه أحد زعماء القبائل الألبانية الذين استسلموا للسيادة العثمانية عام 1425. واضطر إلى إرسال أبنائه الأربعة إلى العاصمة العثمانية كي يُدرَّبوا على الخدمة العسكرية. لفت أصغرهم، جورج كاستريوتي (1403-1468)، الذي أصبح البطل الوطني للألبان، انتباه السلطان. غير الشاب اسمه إلى إسكندر حين اعتنق الإسلام، وشارك في الحملات العسكرية على آسيا الصغرى وأوروبا. حين عيّن لإدارة منطقة البلقان، أصبح إسكندر معروفًا باسم إسكندر بك. بعد أن عانت القوات العثمانية بقيادة إسكندر بك من الهزيمة في معركة بالقرب من نيش في صربيا الحالية في عام 1443، أسرع إسكندر بك إلى كرويه وخدع الباشا التركي لتسليم القلعة الألبانية. اعتنق إسكندر بك لاحقًا الكاثوليكية الرومانية وأعلن الحرب المقدسة ضد الأتراك.
في 1 مارس 1444، اجتمع زعماء القبائل الألبانية في كاتدرائية ليجه مع أمير الجبل الأسود ومندوبين من البندقية وأعلنوا إسكندر بك قائدًا للمقاومة الألبانية. قبلت كل ألبانيا قيادته ضد العثمانيين، لكن حافظ القادة المحليون على سيطرتهم على مناطقهم. تحت راية حمراء تحمل شعار إسكندر بك، أوقف جيش ألباني مكون من حوالي 100,000-150,000 رجل الحملات العثمانية على أراضيهم لمدة أربعة وعشرين عامًا. تغلب الألبان ثلاث مرات على حصار كرويه. في عام 1450، هزم الألبان السلطان مراد الثاني نفسه. لاحقًا، تصدوا للهجمات التي قادها السلطان محمد الثاني في عامي 1466 و1467. في عام 1461، لبى إسكندر بك نداء سيده، الملك ألفونسو الأول ملك نابولي، ضد ملوك صقلية. كانت الحكومة تحت قيادة إسكندر بك غير مستقرة، وفي بعض الأحيان تعاون الحكام الألبان المحليون مع العثمانيين ضده.
بدعم سياسي وقليل من الدعم المادي من مملكة نابولي والفاتيكان، استمرت المقاومة ضد الإمبراطورية العثمانية لمدة 35 عامًا. سقطت كرويه بيد العثمانيين في عام 1478، بعد عشر سنوات من وفاة إسكندر بك؛ استسلمت إشقودرة عام 1479 بعد حصار فاشل عام 1474 تلاه حصار أقوى عام 1478 انتهى بتنازل البندقية عن إشقودرة للعثمانيين. أخلى سكان البندقية مدينة دراس في عام 1501. أدت الفتوحات إلى نزوح ألباني كبير إلى البندقية وإيطاليا، وخاصة إلى مملكة نابولي، كذلك إلى صقلية ورومانيا ومصر. وكان معظم اللاجئين الألبان ينتمون إلى الكنيسة الأرثوذكسية. أثر ألبان إيطاليا تأثيرًا جمًا على الحركة الوطنية الألبانية في القرون المقبلة، ولعب القساوسة الألبان الفرنسيسكان، الذين انحدر معظمهم من المهاجرين إلى إيطاليا، دورًا هامًا في الحفاظ على الكاثوليكية في المناطق الشمالية من ألبانيا.
أصبح كفاح إسكندر بك الطويل من أجل الحفاظ على حرية ألبانيا ذي أهمية كبيرة للشعب الألباني، إذ قوّى تعاونهم، وجعلهم أكثر وعيًا بهويتهم الوطنية، وعمل فيما بعد مصدر إلهام كبير في كفاحهم من أجل الوحدة الوطنية والحرية والاستقلال. إذ ما تزال ذكرى المقاومة بقيادة إسكندر بك في منتصف القرن الخامس عشر هامة للألبان، وأصبحت راية عائلته، التي تحمل نسرًا أسود برأسين في مساحة حمراء، علم الحركة الوطنية الألبانية لقرون لاحقة.
بعد وفاة إسكندر بك وسقوط كرويه، سيطرت الإمبراطورية العثمانية على الأراضي الألبانية العرقية وأجرت العديد من التغييرات.
بدأ السكان الألبان بالتحول تدريجيًا إلى الإسلام بسبب تعاليم البكتاشية، التي عرضت فوائد مادية كبيرة في شبكات التجارة العثمانية والبيروقراطية والجيش. جُنّد العديد من الألبان في الانكشارية والدوشيرمة وأصبحوا مسلمين لاحقًا ليشقوا طريقهم لمناصب عسكرية وسياسية ناجحة للغاية. على سبيل المثال، كان 42 صدرًا أعظم من أصل ألباني. كان الألبان الأبرز خلال الحكم العثماني: جورج كاستريوتي إسكندر بك، بالإبان باديرا، كوكا داود باشا، حمزة كاستريوتي، إلياس هوشا، معمار سنان، نظيم فراكولا، محمد باشا الكوبريللي، علي باشا، أدهم باشا، عمر فريوني، باترونا هاليل، هاكي شهرتي، علي باشا من جوزيني، إبراهيم باشا من برات، فاضل أحمد باشا الكوبريللي، محمد علي باشا من مصر، قره محمود باشا البوشاطي، قره مراد باشا، أحمد كورت باشا، مصطفى باشا البوشاطي، إبراهيم باشا البوشاطي، سيدفكار محمد آغا.
لعب الألبان أيضًا دورًا حاسمًا في الحرب العثمانية مع البندقية (1499-1503)، والحروب العثمانية المجرية والحروب العثمانية الهابسبورغية قبل الاستقلال.